# Дрьомино
Дрьо́міно (рос. Дрёмино) — присілок у Воткінському районі Удмуртії, Росія.
Населення становить 7 осіб (2010, 8 у 2002).
Національний склад (2002):
- росіяни — 100 %

Урбаноніми:
- вулиці — Дачна, Польова, Садова

В селі є спортивний табір.